# Rejon zabajkalski
Rejon zabajkalski (ros. Забайка́льский райо́н, Zabajkalskij rajon) – rejon administracyjny i komunalny Kraju Zabajkalskiego w Rosji. Stolicą rejonu jest osiedle typu miejskiego Zabajkalsk, którego populacja stanowi 57,5% ludności rejonu. Rejon został utworzony 2 stycznia 1967 roku.

## Położenie
Rejon ma powierzchnię 5253,6 km² i znajduje się w południowo-zachodniej części Kraju Zabajkalskiego, granicząc na północnym zachodzie i zachodzie z rejonem borzińskim, na północnym wschodzie i wschodzie z rejonem krasnokamieńskim, a na południu z Mongolią i Chińską Republiką Ludową.
Przebiega tędy boczne odgałęzienie kolei transsyberyjskiej: kolej Zabajkalska z Czity do Harbinu i dalej Pekinu w Chinach oraz droga samochodowa A166. Znajduje się tu przejście graniczne z Chinami oraz lotnisko Zabajkalsk Północ.

## Ludność
W 1989 roku rejon ten liczył 22 121 mieszkańców, w 2002 roku 20 343, a w 2010 roku wzrosło do 22 099

## Podział administracyjny
Administracyjnie rejon dzieli się na jedno wydzielone osiedle typu miejskiego: Zabajkalsk i 7 sielsowietów (w tym osiedle Dauria).